# سيادة وستفاليا

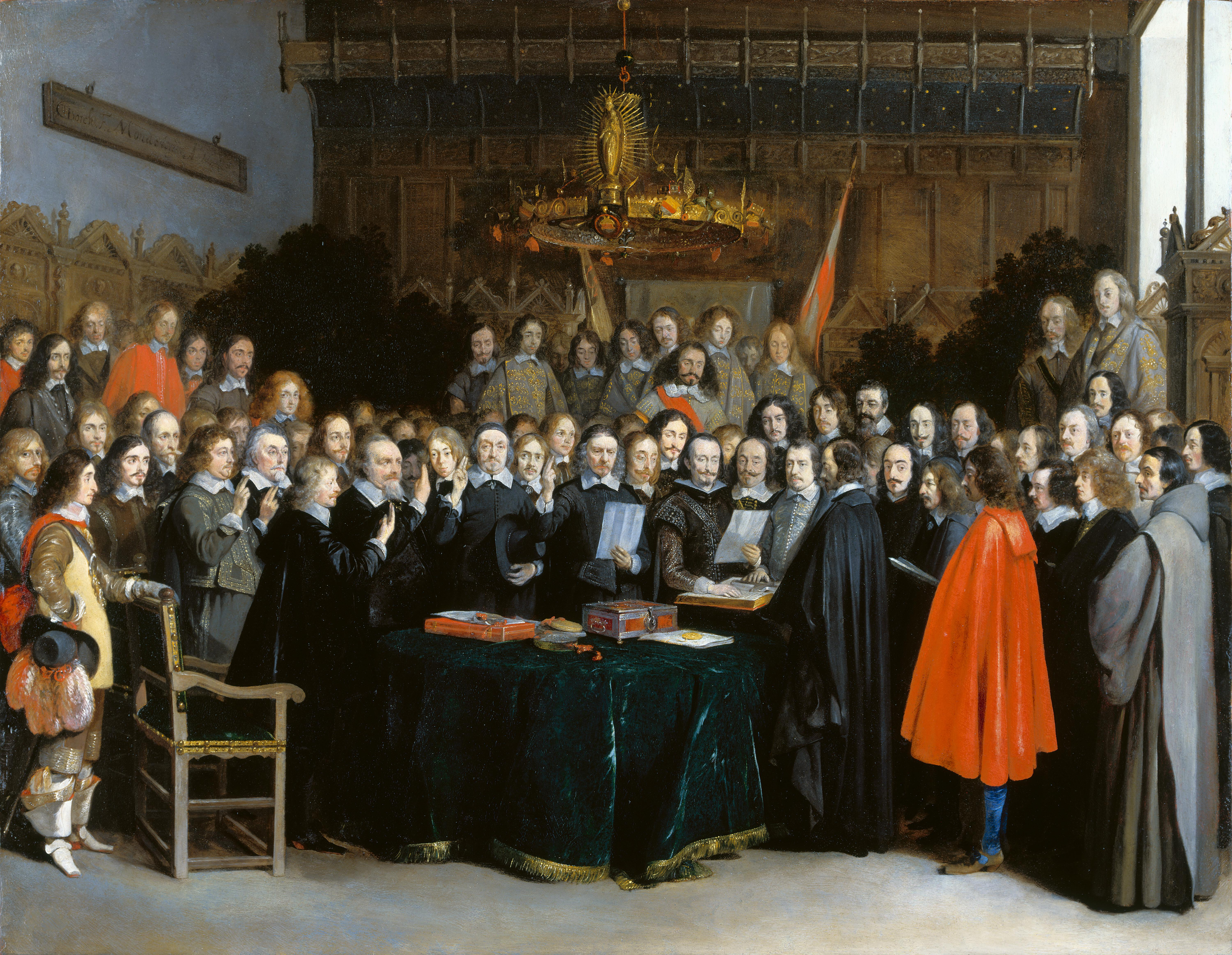

سيادة وستفاليا (بالإنجليزية: Westphalian sovereignty)‏، هو مبدأ القانون الدولي بأن لكل دولة سيادة على أراضيها وشؤونها الداخلية، ويتم استبعاد جميع القوى الخارجية، والتدخلات في الشؤون الداخلية لدولة أخرى، كل دولة (مهما كانت كبيرة أو صغيرة) متساوية في القانون الدولي. بعد انتشار النفوذ الأوروبي في جميع أنحاء العالم، أصبحت هذه المبادئ المثل العليا في القانون الدولي.
وبالتالي فإن مبدأ السيادة هو أساس النظام الدولي الحديث للدول. وغالباً ما تتبع أصول هذا النظام في الأدب العلمي والشعبي إلى السلام في ويستفاليا التي وقعت في 1648، والذي أنهى حرب الثلاثين عاماً.